# Corey Feldman
Corey Scott Feldman (Los Angeles, 16 de julho de 1971) é um ator norte-americano. Atingiu o estrelato ainda jovem na década de 1980, com papéis em filmes como Gremlins (1984), The Goonies (1985) e Stand by Me (1986). Em 1987, Feldman estrelou o filme de terror The Lost Boys juntamente com Corey Haim; eles se tornaram conhecidos como "The Two Coreys" e passaram a aparecer em outros filmes juntos, incluindo License to Drive (1988) e Dream a Little Dream (1989).

## Biografia
Corey Scott Feldman nasceu em 16 de julho de 1971, em Los Angeles, Califórnia. É o segundo de cinco filhos de Sheila e Bob Feldman, um músico que eventualmente possuía sua própria agência de talentos.

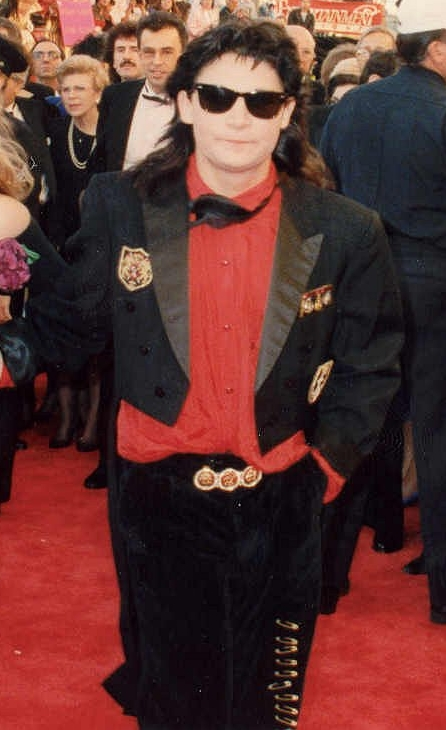
Corey Feldman no Oscar de 1989.

Começou a carreira com seis anos no programa de televisão O Clube do Mickey, na década de 1970. No cinema estreou no filme Sexta-Feira 13 - O Capítulo Final. Neste filme ele vivia o papel de Tommy Jarvis, irmão da protagonista Trish Jarvis, vivida por Kimberly Beck. Também trabalhou no videoclipe Last Friday Night (T.G.I.F.) de Katy Perry, em que fez o papel de Kirk Terry, pai da protagonista Kathy Beth Terry (alter ego da cantora). Em 2015, interpretou o papel de Magnus no jogo Minecraft Story Mode, da Telltale Games.
Em março de 2018, o ator sofreu um atentado, quando foi esfaqueado por um desconhecido, justamente uma semana depois de prestar depoimento na polícia sobre casos de pedofilia que sofreu nos bastidores dos filmes que realizou na década de 1980 e ameaças pelas redes sociais.

## Filmografia

### Cinema
| Ano  | Título                                                         | Papel                       | Notas                       |
| ---- | -------------------------------------------------------------- | --------------------------- | --------------------------- |
| 1979 | Time After Time                                                | Garoto no Museu             |                             |
| 1981 | The Fox and the Hound                                          | Copper Jovem (voz)          |                             |
| 1984 | Friday the 13th: The Final Chapter                             | Tommy Jarvis                |                             |
| 1984 | Gremlins                                                       | Pete Fountaine              |                             |
| 1985 | Friday the 13th: A New Beginning                               | Tommy Jarvis (12 anos)      |                             |
| 1985 | Os Goonies                                                     | Clark "Mouth" Devereaux     |                             |
| 1986 | Conta Comigo                                                   | Teddy Duchamp               |                             |
| 1987 | The Lost Boys                                                  | Edgar Frog                  |                             |
| 1988 | License to Drive                                               | Dean                        |                             |
| 1989 | The 'Burbs                                                     | Ricky Butler                |                             |
| 1989 | Dream a Little Dream                                           | Bobby Keller                |                             |
| 1990 | Teenage Mutant Ninja Turtles                                   | Donatello (voz)             |                             |
| 1991 | Edge of Honor                                                  | Butler                      |                             |
| 1991 | Rock 'n' Roll High School Forever                              | Jessie Davis                |                             |
| 1992 | The Magic Voyage                                               | Pico (voz)                  |                             |
| 1992 | Meatballs 4                                                    | Ricky Wade                  |                             |
| 1992 | Round Trip to Heaven                                           | Larry                       |                             |
| 1993 | Blown Away                                                     | Wes Gardner                 |                             |
| 1993 | Stepmonster                                                    | Phlegm                      |                             |
| 1993 | Loaded Weapon 1                                                | Jovem Policial              |                             |
| 1993 | Teenage Mutant Ninja Turtles III                               | Donatello (voz)             |                             |
| 1994 | Lipstick Camera                                                | Joule Iverson               |                             |
| 1994 | National Lampoon's Last Resort                                 | Sam                         |                             |
| 1994 | Maverick                                                       | Ladrão do Banco             |                             |
| 1994 | A Dangerous Place                                              | Taylor                      |                             |
| 1995 | Voodoo                                                         | Andy                        |                             |
| 1995 | Dream a Little Dream 2                                         | Bobby Keller                |                             |
| 1996 | Bordello of Blood                                              | Caleb Verdoux               |                             |
| 1996 | Evil Obsession                                                 | Homer                       |                             |
| 1996 | South Beach Academy                                            | Billy Spencer               |                             |
| 1996 | Red Line                                                       | Tony                        |                             |
| 1997 | Busted                                                         | David                       | Também diretor              |
| 1997 | Born Bad                                                       | Marco                       |                             |
| 1998 | She's Too Tall                                                 | Doug Beckwith               |                             |
| 1998 | The Waterfront                                                 | —                           | [carece de fontes?]         |
| 1998 | Strip 'n Run                                                   | —                           | [carece de fontes?]         |
| 1998 | Storm Trooper                                                  | Roth                        |                             |
| 2000 | The Million Dollar Kid                                         | Charles                     |                             |
| 2000 | The Scarecrow                                                  | Max o Rato                  | Creditado como Edggar Frogg |
| 2000 | Citizen Toxie: The Toxic Avenger IV                            | Ginecologista da Sarah      |                             |
| 2001 | Porn Star: The Legend of Ron Jeremy                            | Ele mesmo                   | Documentário                |
| 2001 | My Life as a Troll                                             | —                           |                             |
| 2001 | Seance a.k.a. Killer in the Dark                               | John                        |                             |
| 2002 | Bikini Bandits                                                 | Angel Gabriel               |                             |
| 2002 | Project Redlight                                               | —                           | Curta-metragem              |
| 2003 | Pauly Shore Is Dead                                            | Ele mesmo                   |                             |
| 2003 | Mayor of the Sunset Strip                                      | Ele mesmo                   | Documentário                |
| 2003 | Dickie Roberts: Former Child Star                              | Ele mesmo                   |                             |
| 2004 | Serial Killing 4 Dummys                                        | Balconista da Loja          |                             |
| 2004 | My Date with Drew                                              | Ele mesmo                   | Documentário                |
| 2004 | American Fame Pt. 1: Drowning River Phoenix                    | —                           | Curta-metragem              |
| 2004 | No Witness                                                     | Mark Leiter                 |                             |
| 2004 | The Birthday                                                   | Norman Forrester            |                             |
| 2004 | Puppet Master vs Demonic Toys                                  | Robert Toulon               |                             |
| 2005 | Space Daze                                                     | Ele mesmo                   |                             |
| 2008 | Terror Inside                                                  | Allen                       |                             |
| 2008 | Lost Boys: The Tribe                                           | Edgar Frog                  |                             |
| 2009 | Hooking Up                                                     | Ryan Thompson               |                             |
| 2009 | Lucky Fritz                                                    | Lucky Fritz                 |                             |
| 2009 | Splatter                                                       | Jonny Splatter              |                             |
| 2010 | Lost Boys: The Thirst                                          | Edgar Frog                  |                             |
| 2011 | We Will Rock You                                               | Samuel Stilman              |                             |
| 2012 | Six Degrees of Hell                                            | Kyle Brenner                | [ 8 ]                       |
| 2013 | The Zombie King                                                | Kalfu                       | [ 9 ]                       |
| 2013 | Crystal Lake Memories: The Complete History of Friday the 13th | Ele mesmo/narrador          |                             |
| 2018 | Corbin Nash                                                    | Queeny                      |                             |
| 2020 | My Truth: The Rape of 2 Coreys                                 | Ele mesmo                   | [ 10 ] [ 11 ]               |
| 2021 | 13 Fanboy                                                      | Mike Merryman               |                             |
| 2022 | SAVJ                                                           | Tank Standing Buffalo (voz) | [ 12 ]                      |

### Televisão
| Ano       | Título                                  | Papel                  | Notas                                               |
| --------- | --------------------------------------- | ---------------------- | --------------------------------------------------- |
| 1978      | Eight is Enough                         | Criança na Creche      | Episódio: "Cops and Toddlers"                       |
| 1978      | Alice                                   | Menino Órfão           | Episódio: "Who Ordered the Hot Turkey?"             |
| 1978–1980 | The Bad News Bears                      | Regi Tower             | 26 episódios                                        |
| 1979      | Willa                                   | T.C.                   | Telefilme                                           |
| 1979–82   | The Love Boat                           | Mike / Charlie         | 2 episódios                                         |
| 1980      | Mork & Mindy                            | Billy                  | 2 episódios                                         |
| 1980      | Love, Natalie                           | Franklin               | Telefilme                                           |
| 1980      | Father Figure                           | Bobby                  | Telefilme                                           |
| 1981      | How to Eat Like a Child                 | Corey                  | Telefilme                                           |
| 1982      | The Kid with the Broken Halo            | Rafe                   | Telefilme                                           |
| 1982      | Cass Malloy                             | "Little Big" Jim       | Piloto mais tarde evoluído para She's the Sheriff   |
| 1982–1983 | Madame's Place                          | Buzzy St. James        | 15 episódios                                        |
| 1983      | Cheers                                  | Moose                  | Temporada 2, episódio 8: "Manager Coach"            |
| 1983      | Still the Beaver                        | Corey Cleaver          | Filme Piloto                                        |
| 1984      | One Day at a Time                       | —                      | Episódio "Another Man's Shoes"                      |
| 1986      | Family Ties                             | —                      | Episódio: "The Disciple"                            |
| 1990      | Exile                                   | —                      |                                                     |
| 1992      | Married... with Children                | Ralph                  | Episódio: "T-R-A Something, Something Spells Tramp" |
| 1994      | Tales from the Crypt                    | —                      | Episódio: "The Assassin"                            |
| 1995      | Dweebs                                  | —                      | Cancelado após 10 episódios                         |
| 1996      | Sliders                                 | —                      | Episódio: "Electric Twister Acid Test"              |
| 1998      | Legion                                  | —                      |                                                     |
| 1999      | Big Wolf on Campus                      | —                      | Episódio: "What's the Story Mourning Corey?"        |
| 1999      | The Crow: Stairway to Heaven            | —                      | Episódio: "Brother's Keeper"                        |
| 2001      | Lovesick                                | —                      | Piloto não vendido                                  |
| 2003      | The Surreal Life                        | —                      | Membro do elenco em 2003. Apareceu em 10 episódios. |
| 2004      | Greg The Bunny                          | Ele mesmo              | Episódio: "Jimmy Drives Gil Crazy"                  |
| 2004–2006 | Super Robot Monkey Team Hyperforce Go!  | SPRX-77                | Apareceu em 52 episódios.                           |
| 2004      | Puppet Master vs Demonic Toys           | Robert Toulin          | Telefilme                                           |
| 2007      | Robot Chicken                           | Corey Feldman          | Episódio: "Federated Resources"                     |
| 2007–2008 | The Two Coreys                          | Ele mesmo              | 19 episódios                                        |
| 2010      | Warren the Ape                          | —                      | 2 episódios                                         |
| 2011      | Psych                                   | Thorn                  | Episódio: "This Episode Sucks"                      |
| 2011      | Proving Ground                          | —                      | Episódio: "Gadgets from The Goonies"                |
| 2012      | Dancing on Ice                          | —                      |                                                     |
| 2012      | Celebrity Juice                         | Ele mesmo              | 2 episódios                                         |
| 2012      | Border Security: Canada's Front Line    | Ele mesmo              | 2 episódios                                         |
| 2013–2017 | Teenage Mutant Ninja Turtles            | Slash                  | 12 episódios                                        |
| 2015      | Turbo Fast                              | Torquer (voz)          | Episódio: "The Day Mel Fell"                        |
| 2016      | Hollywood Medium with Tyler Henry       | Ele mesmo              | Episódio: "Corey Feldman / Rachel Hunter"           |
| 2017      | American Dad                            | Anunciante (voz)       | Episódio: "A Whole Slotta Love"                     |
| 2018      | Minecraft: Story Mode                   | Magnus (voz)           | 3 episódios                                         |
| 2020      | Marriage Boot Camp: Reality Stars       | Ele mesmo              | Episódio: "Family Edition"                          |
| 2020      | JJ Villard's Fairy Tales                | Caçador / Guarda (voz) | Episódio: "Snow White"                              |
| 2023      | Only You: An Animated Shorts Collection | Voz                    | Episódio: "Monstr"                                  |
| 2024      | The Masked Singer                       | Ele mesmo/Foca         | Competidor da 11ª temporada                         |

### Videoclipes
| Ano  | Título                        | Artista                | Papel                 |
| ---- | ----------------------------- | ---------------------- | --------------------- |
| 1985 | "The Goonies 'R' Good Enough" | Cyndi Lauper           | Ele mesmo             |
| 1989 | "Liberian Girl"               | Michael Jackson        | Ele mesmo             |
| 2000 | "Hit or Miss"                 | New Found Glory        | Oficial Corey Feldman |
| 2002 | "We Are All Made of Stars"    | Moby                   | —                     |
| 2011 | "Last Friday Night"           | Katy Perry             | Kirk Terry            |
| 2013 | "City of Angels"              | Thirty Seconds to Mars | —                     |

### Video games
| Ano  | Título                                           | Papel            | Notas                     |
| ---- | ------------------------------------------------ | ---------------- | ------------------------- |
| 1996 | Normality                                        | Kent Knutson     | Versão dos Estados Unidos |
| 2014 | Teenage Mutant Ninja Turtles: Danger of the Ooze | Slash            |                           |
| 2015 | Minecraft: Story Mode                            | Magnus, o Ladino |                           |

## Discografia

### Solo
- Love Left (1994)
- Former Child Actor (2002)
- Angelic 2 the Core (2016)
- Love Left 2: Arm Me with Love (2021)

### Com Corey Feldman's Truth Movement
- Still Searching for Soul (1999)
- Technology Analogy (2010)